# 18 октября
18 октября — 291-й день года (292-й в високосные годы) по григорианскому календарю.
До конца года остаётся 74 дня.
До 15 октября 1582 года — 18 октября по юлианскому календарю, с 15 октября 1582 года — 18 октября по григорианскому календарю.
В XX и XXI веках соответствует 5 октября по юлианскому календарю.

## Праздники и памятные дни

### Национальные
- Азербайджан — День Независимости.

### Региональные
- США — День Аляски.
- Узбекистан — День города Самарканд.

### Религиозные
- Православие[2]:
  - память мученицы Харитины Амисийской (Понтийской) (304 год)[3];
  - память святителей Московских: Петра, Феогноста, Алексия, Киприана, Фотия, Ионы, Геронтия, Иоасафа, Макария, Филиппа, Иова, Ермогена, Тихона, Петра, Филарета, Иннокентия и Макария;
  - память преподобного Дамиана пресвитера, целебника (1071 год), Иеремии (около 1070 года) и Матфея (около 1085 года) прозорливых, Печерских, в Ближних пещерах;
  - память преподобной Харитины, княгини Литовской, в Новгороде подвизавшейся (1281 год);
  - память священномученика Дионисия, епископа Александрийского (264—265 годы);
  - память мученицы Мамелхвы Персидской (около 344 года)[4];
  - память преподобного Григория Хандзтийского (861 год) (Груз.);
  - память преподобного Гавриила (Игошкина), исповедника (1959 год).
  - память священномученика Асклепиада Антиохийского (РПЦЗ)

## События

### До XIX века
- 31 — раскрытие заговора Луция Эллия Сеяна; жестокие казни и преследования причастных к заговору и их семей.
- 1009 — разрушение Храма Гроба Господня «безумным халифом» Хакимом.
- 1356 — Базельское землетрясение — крупнейшее землетрясение в Центральной Европе Средних веков.
- 1667 — голландцами в Америке основан Брюкелен (ныне — Бруклин).
- 1685 — французский король Людовик XIV отменил действие Нантского эдикта, дававшего права гугенотам.
- 1723 — на острове Котлин Петром I заложена крепость Кронштадт, главная база Балтийского флота.
- 1770 — подписан Лохаберский договор между Великобританией и индейцами чероки.
- 1775 — карательный рейд кораблей Королевского флота против колониального порта Фалмут, штат Массачусетс (современный Портленд (Мэн)).
- 1782 — бой в бухте Самана в ходе войны за независимость США.

### XIX век
- 1812
  - Тарутинский бой периода Отечественной войны 1812. Русская армия впервые после Бородинского сражения одерживает победу.
  - Второе сражение под Полоцком.
- 1825 — в Англии проведена последняя государственная лотерея.
- 1867 — Аляска переходит от России к США.
- 1883 — в Петербурге на месте убийства Александра II заложен храм Спаса на крови.
- 1892 — открылась первая коммерческая протяжённая телефонная линия (Чикаго — Нью-Йорк).
- 1896 — в «Нью-Йорк Джорнел» появились первые комиксы.

### XX век
- 1905 — Курловский расстрел митинга в Минске.
- 1906 — в России вышел указ об уравнении крестьян в правах с другими сословиями в отношении государственной службы, свободы выбора постоянного места жительства, об отмене телесных наказаний по приговору волостных судов.
- 1912
  - Завершилась Итало-турецкая война.
  - Первая Балканская война: Сербия и Болгария объявили войну Турции.
- 1914 — Первая мировая война: впервые подводная лодка в бою потоплена другой подводной лодкой: английская субмарина E-3 затонула после попадания торпеды, выпущенной с немецкой лодки U-27.
- 1916 — пуском Хабаровского моста через реку Амур завершено строительство Транссибирской магистрали на территории Российской империи.
- 1919 — прибывший в Петроград председатель Реввоенсовета Лев Троцкий издал приказ обороняющей город 7-й армии: «Не писать ложных сведений о жестоких боях там, где была жестокая паника. За неправду карать, как за измену. Военное дело допускает ошибки, но не ложь, обман и самообман».
- 1920 — с 18 по 21 октября в Москве, в помещении Дома печати, состоялся I Всероссийский съезд пролетарских писателей, на котором присутствовало 142 человека.
- 1921 — издан декрет об образовании Крымской автономии в составе России. В 1945 году автономия была преобразована в Крымскую область, а в 1954 году передана в состав Украины. Автономия восстановлена в 1991 году.
- 1922 — основана британская радиовещательная корпорация «Би-би-си».
- 1924 — Совнарком принял декрет об обязательных прививках против оспы.
- 1929 — первый полёт пассажирского самолёта К-5 Константина Калинина.
- 1941 — в Токио арестован советский разведчик Рихард Зорге.
- 1942
  - Нацистами уничтожено Брестское гетто.
  - В блокадном Ленинграде открыт Городской театр, позднее переименованный в Театр имени В. Ф. Комиссаржевской.
- 1944 — советские войска вступили в Чехословакию.
- 1945 — Хуан Перон женился на 26-летней Эве Дуарте.
- 1947 — на полигоне Капустин Яр произведён первый в СССР старт баллистической ракеты дальнего действия[5].
- 1951 — СССР провёл ядерные испытания.
- 1954 — анонсирован первый коммерческий транзисторный радиоприемник — «Regency TR-1», совместно разработанный компаниями «Texas Instruments» и «Texas and Industrial Development Engineering Associates». Продажи приемника начались в ноябре 1954 года.
- 1955 — пущена в строй Каховская ГЭС.
- 1960 — первый полёт с сухопутного аэродрома амфибии «Бе-12» с двигателями АИ-20Д конструкции ОКБ Георгия Бериева, экипаж П. П. Бобро.
- 1963 — первый в истории полёт кошки (Фелисетт) в космическое пространство.
- 1967
  - Советский космический аппарат «Венера-4» успешно вошёл в атмосферу Венеры и начал её изучение.
  - Состоялась премьера мультфильма Уолта Диснея «Книга джунглей».
- 1968 — американец Боб Бимон на Олимпийских играх в Мехико установил мировой рекорд в прыжках в длину — 8,90 м; предыдущее достижение было превышено сразу на 55 см.
- 1969 — «Союз-8» возвращается на Землю.
- 1977 — Немецкая осень: после того, как стало известно о самоубийстве в тюрьме трёх членов «Фракции Красной армии», их сообщники убили захваченного в начале сентября лидера объединения промышленников ФРГ, бывшего члена СС Ханнса Мартина Шлейера. В этот же день немецкий спецназ освободил захваченный самолёт авиакомпании Lufthansa
- 1978 — советский шахматист Анатолий Карпов сохранил титул чемпиона мира, выиграв в Багио матч у Виктора Корчного, который продолжался 3 месяца
- 1989 — авиакатастрофа Ил-76 под Баку.
- 1990 — Ямало-Ненецкий автономный округ провозгласил свой выход из состава Тюменской области.
- 1991
  - Последнее заседание Президиума Верховного Совета СССР.
  - В Кремле был заключён Договор об экономическом сообществе, подписанный руководителями России, Армении, Беларуси, Казахстана, Кыргызстана, Таджикистана, Туркмении, Узбекистана и М. С. Горбачёвым как президентом СССР. Договор признавал независимость республик, вышедших из Союза, разрешал введение национальных валют.
  - Принят Закон РСФСР О реабилитации жертв политических репрессий.
  - СССР и Израиль восстановили дипломатические отношения, прерванные в 1967 году.
- 1993 — в Латвии введена новая валюта — лат.
- 1994 — Верховная Рада Украины отменила запрет Компартии.
- 1995 — Украина вступила в Совет Европы.
- 2000 — началась операция по подъёму тел моряков с затонувшей атомной подводной лодки «Курск».

### XXI век
- 2002 — в центре Москвы на Новом Арбате из пистолета с глушителем был убит губернатор Магаданской области Валентин Цветков.
- 2003 — газовый конфликт в Боливии: президент страны Гонсало Санчес де Лосада ушёл со своего поста и покинул страну.
- 2007 — в Пакистане произошёл крупнейший в истории страны теракт: взорван кортеж Беназир Бхутто, погибло более 130 человек.
- 2009 — теракт в Пишине (Иран), более 40 погибших.
- 2011 — Россия, Украина, Беларусь, Казахстан, Армения, Кыргызстан, Молдова и Таджикистан подписали Договор о зоне свободной торговли в СНГ.

## Родились

### До XIX века
- 1405 — Пий II (в миру Энеа Сильвио Пикколомини; ум. 1464), 210-й Папа Римский (1458—1464).
- 1585 — Генрих Шютц (ум. 1672), немецкий композитор эпохи барокко.
- 1634 — Лука Джордано (ум. 1705), итальянский живописец и гравёр.
- 1663 — Евгений Савойский (ум. 1736), полководец Священной Римской империи, генералиссимус.
- 1697 — Каналетто (наст. имя Джованни Антонио Каналь; ум. 1768), итальянский художник-пейзажист («Портелло и канал Бренто» и др.).
- 1738 — Андрей Болотов (ум. 1833), учёный, писатель и мемуарист, один из основателей русской агрономической науки.
- 1741 — Пьер Шодерло Де Лакло (ум. 1803), французский писатель.
- 1777 — Генрих фон Клейст (ум. 1811), немецкий драматург, поэт и прозаик.
- 1799 — Кристиан Фридрих Шёнбейн (ум. 1868), немецкий химик, открывший и давший имя озону.

### XIX век
- 1825 — Клара фон Глюмер (ум. 1906), немецкая писательница, переводчик, и педагог.
- 1829 — Чарльз Сидни Уиндер (погиб в 1862), американский офицер, герой Гражданской войны.
- 1831 — Фридрих III (ум. 1888), император (кайзер) Германской империи и прусский король, правивший всего 99 дней (в 1888).
- 1834 — Герман Кремер (ум. 1903), протестантский богослов.
- 1843 — Анна Корвин-Круковская (ум. 1887), русская революционерка и писательница, участница Парижской коммуны.
- 1847 — Александр Лодыгин (ум. 1923), русский электротехник, создатель лампы накаливания.
- 1854 — Саломон Август Андре (погиб в 1897), шведский инженер, естествоиспытатель, аэронавт, исследователь Арктики.
- 1859 — Анри Бергсон (ум. 1941), французский философ-идеалист («Творческая эволюция», «Материя и память» и др.), лауреат Нобелевской премии по литературе (1927).
- 1863 — Иоганн Никель (ум. 1924), немецкий и польский католический теолог и педагог, доктор богословия.
- 1869 — Йоханнес Линнанкоски (наст. имя Вихтори Йохан Пелтонен; ум. 1913), финский писатель, журналист и переводчик.
- 1872 — Михаил Кузмин (ум. 1936), русский поэт и прозаик Серебряного века, переводчик, композитор.
- 1880 — Владимир Жаботинский (ум. 1940), журналист, писатель и переводчик, активный деятель сионистского движения.
- 1881 — Лидия Фотиева (ум. 1975), русская революционерка, в 1918—1924 гг. личный секретарь В. И. Ленина.
- 1889 — Карл Бертильссон (ум. 1968), шведский гимнаст, олимпийский чемпион.
- 1893 — Владимир Владомирский (ум. 1971), белорусский актёр театра и кино, народный артист СССР.
- 1894
  - Тибор Дери (ум. 1977), венгерский прозаик, поэт, драматург, переводчик и журналист.
  - Юрий Тынянов (ум. 1943), русский советский писатель, драматург, литературовед и критик.

### XX век
- 1901 — Владимир Захаров (ум. 1956), композитор, хоровой дирижёр, народный артист СССР.
- 1908 — Николай Каманин (ум. 1982), советский лётчик, генерал-полковник авиации, один из спасателей «Челюскина», Герой Советского Союза.
- 1916 — Павел Таран (ум. 2005), генерал-майор авиации, дважды Герой Советского Союза.
- 1918 — Иван Давыдов (ум. 2018), советский государственный деятель, участник Великой Отечественной войны, заместитель министра торговли СССР (1969—1987).
- 1919
  - Анита О’Дэй (урожд. Анита Бель Колтон; ум. 2006), американская джазовая певица.
  - Пьер Эллиот Трюдо (ум. 2000), канадский политик, 15-й премьер-министр Канады (1968—1979 и 1980—1984).
- 1925 — Мелина Меркури (ум. 1994), греческая актриса и певица, министр культуры Греции (1981—1989 и 1993—1994).
- 1926
  - Чак Берри (полн. имя Чарльз Эдвард Андерсон Берри; ум. 2017), американский гитарист, певец и автор песен, пионер рок-н-ролла.
  - Клаус Кински (наст. имя Николаус Карл Гюнтер Накшиньски; ум. 1991), немецкий актёр театра и кино, отец Настасьи Кински.
- 1927 — Джордж Скотт (ум. 1999), американский актёр, первым отказавшийся от «Оскара» (фильмы «Анатомия убийства», «Муссолини» и др.).
- 1929 — Виолета Барриос де Чаморро (ум. 2025), никарагуанская журналистка, политический и государственный деятель. Президент Никарагуа (1990 — 1997).
- 1932 — Витаутас Ландсбергис, литовский политик, общественный деятель, публицист, искусствовед.
- 1934 — Кир Булычёв (наст. имя Игорь Всеволодович Можейко; ум. 2003), советский и российский писатель-фантаст.
- 1939
  - Ли Харви Освальд (убит в 1963), единственный официальный подозреваемый в убийстве президента США Дж. Кеннеди.
  - Йозеф Черный (ум. 2025), чехословацкий хоккеист, нападающий, серебряный призёр Олимпийских игр (1968), бронзовый призёр Олимпийских игр (1964 и 1972), десятикратный призёр чемпионатов мира.
- 1956 — Мартина Навратилова, чехословацкая и американская теннисистка, бывшая первая ракетка мира.
- 1959 — Сергей Доренко (ум. 2019), российский журналист, теле- и радиоведущий.
- 1960 — Жан-Клод Ван Дамм (наст. имя Жан-Клод Камиль Франсуа Ван Варенберг), американский актёр бельгийского происхождения, мастер боевых искусств, сценарист, кинорежиссёр.
- 1961 — Уинтон Марсалис, американский джазовый трубач и композитор.
- 1964 — Вячеслав Качин, советский и российский гитарист, композитор, поэт, продюсер, актёр.
- 1965 — Мэтт Бионди, американский пловец, 8-кратный олимпийский чемпион.
- 1967 — Константин Крылов (ум. 2020), российский публицист, журналист, общественный деятель.
- 1968 — Михаэль Штих, немецкий теннисист, чемпион Уимблдонского турнира в одиночном разряде (1991).
- 1973 — Сергей Безруков, актёр театра и кино, народный артист России.
- 1982
  - Максим Вылегжанин, российский лыжник, трёхкратный призёр Олимпийских игр, чемпион мира.
  - Светлана Лобода, украинская певица, ведущая и автор песен.
- 1984
  - Линдси Вонн, американская горнолыжница, олимпийская чемпионка (2010), 4-кратная обладательница Кубка мира в общем зачёте.
  - Фрида Пинто, индийская актриса.
  - Роберт Хартинг, немецкий метатель диска, олимпийский чемпион (2012), трёхкратный чемпион мира.
- 1987 — Зак Эфрон, американский актёр и певец.
- 1989 — Джой Лорен, американская актриса.
- 1990 — Бриттни Грайнер, американская баскетболистка, двукратная олимпийская чемпионка.
- 1991 — Тайлер Пози, американский актёр и музыкант.
- 1995 — Юи Охаси, японская пловчиха, двукратная олимпийская чемпионка (2020).

### XXI век
- 2003 — Алехандро Бальде, испанский футболист.

## Скончались

### До XIX века
- 31 — казнён Луций Элий Сеян (р. ок. 20 до н. э.), римский военный и государственный деятель, главнокомандующий преторианской гвардией.
- 33 — Агриппина Старшая (р. 14 до н. э.), мать римского императора Калигулы.
- 1035 — Санчо III (р. ок. 985), король Наварры, граф Арагона и Кастилии.
- 1417 — Григорий XII (в миру Анджело Коррер, р 1335), 205-й Папа Римский (1406—1415).
- 1503 — Пий III (в миру Франческо Нанни Тодескини Пикколомини; р. 1439), 215-й Папа Римский (в 1503).
- 1615 — Керубино Альберти (р. 1553), итальянский гравёр и живописец.
- 1678 — Якоб Йорданс (р. 1593), фламандский живописец.

### XIX век
- 1817 — Гомеш Фрейре де Андраде (р. 1757), португальский генерал, участник русско турецкой войны 1787—1792 гг. и наполеоновских войн.
- 1845 — Жан-Доминик Кассини (р. 1748), французский геодезист, создатель первого атласа Франции.
- 1849 — Козьма Аверин (р. 1799), русский историк и археолог.
- 1871 — Чарльз Бэббидж (р. 1791), английский математик, изобретатель первой вычислительной машины.
- 1884 — Филипп Франц фон Зибольд (р. 1796), немецкий естествоиспытатель, исследователь Японии.
- 1889 — Антонио Меуччи (р. 1808), итальянский учёный, признанный подлинным изобретателем телефона.
- 1893 — Шарль Гуно (р. 1818), французский композитор, дирижёр, органист.
- 1897 — Евгений Корш (р. 1810), российский журналист, издатель, переводчик.

### XX век
- 1903 — Джон Колкотт Хорсли (р. 1817), английский художник, дизайнер, иллюстратор.
- 1904 — Герман Ларош (р. 1845), российский музыкальный и литературный критик, композитор.
- 1906 — Фёдор Бейльштейн (р. 1838), российский химик-органик, издатель широко известного «Справочника Бейльштейна».
- 1913 — Динузулу (р. 1868), верховный правитель зулусов (1884—1913).
- 1921 — Август Гауль (р. 1869), немецкий скульптор-анималист.
- 1931 — Томас Алва Эдисон (р. 1847), американский изобретатель.
- 1942 — Михаил Нестеров (р. 1862), русский и советский живописец.
- 1943 — Юрий Мандельштам (р. 1908), российский поэт и литературный критик, эмигрант.
- 1944 — убит Виктор Ульман (р. 1898), австрийский и чешский композитор.
- 1948 — Вальтер фон Браухич (р. 1881), генерал-фельдмаршал немецкой армии.
- 1955 — Хосе Ортега-и-Гассет (р. 1883), испанский философ и писатель.
- 1973 — Лео Штраус (р. 1899), немецко-американский, историк политической философии, культуролог, главный идеолог неоконсерватизма.
- 1977 — Ханнс Мартин Шлейер  (р. 1915), немецкий политик, глава концерна Daimler-Benz и президент Федерации немецкой промышленности.
- 1978
  - Владимир Вайншток (р. 1908), советский кинорежиссёр и сценарист.
  - Рамон Меркадер (р. 1913), испанский агент советских органов госбезопасности, убийца Троцкого, Герой Советского Союза.
- 1988 — Фредерик Аштон (р. 1904), английский балетмейстер, хореограф.
- 1989 — Георгий Гулиа (р. 1913), русский писатель абхазского происхождения.
- 1990 — Пётр Федосеев (р. 1908), советский философ и общественный деятель.
- 1995 — Франко Фабрици (р. 1926), итальянский актёр театра и кино.

### XXI век
- 2005 — Александр Яковлев (р. 1923), советский и российский политик, публицист, академик, один из идеологов «перестройки».
- 2017 — Рикардо Хамин Видаль (р. 1931), филиппинский кардинал.
- 2023 — Освальдо Дезидери (р. 1939), итальянский художественный руководитель, художник-постановщик и декоратор кино. Лауреат «Оскара» как художник-постановщик за работу над фильмом «Последний император».

## Приметы
«Харитины — первые холстины».
- Женщины начинали ткать первые холсты. «Харитина — вечная ткачиха». В этот же день начинали катать шерсть на валенки[6][7].
- «Солнце скатывается вниз» (заметно убывает световой день).
На Харитину «Отстал от ночи день — запнулся валенком за пень».
- Если вороны и галки вьются в воздухе, а облака идут против ветра — жди снега, безветрие обещает похолодание[7].